# 진부화
진부화(陳腐化, obsolescence)는 상태가 정상이고 여전히 정상 동작할 수 있음에도 불구하고 물건, 서비스, 관행을 더 이상 유지하지 않거나 강등시킬 때 발생하는 상태를 말한다.

## 제품
제품 자체의 기능과 품질이 사용할 수 없을 정도로 되거나 기존 제품의 기능과 품질이 사용 불가능한 정도인데도 보다 좋은 품질의 제품 또는 좋은 기능을 가진 제품의 출현이나 스타일·디자인 등의 부차적 기능에 있어서 소비자의 욕구에 보다 잘 합치하는 제품의 출현으로, 기존제품이 사용 불가능할 정도로 되는 것을 제품 진부화(product obsoles-cence)라고 한다.
이 진부화를 정기적·제도적으로 실시하여 기존 제품의 내용년수(耐用年數)를 단축시키고 대체수요를 환기시키려는 것을 계획적 진부화(計劃的陳腐化：planned obsolescence)라 하며, 제품개발정책의 일환으로서 행해진다. 성숙기에 있는 자동차라든가 가정용 전화제품에 대하여 행해지는 수가 많다.

## 같이 보기
- 상업화
- 구식화
- 와해성 기술
- 무어의 법칙